# T-95
T-95（T-94説もある）オブイェークト195（ロシア名：Объект 195）は、ロシアで開発されていた主力戦車である。

## 開発
1999年頃に存在が明らかになった。T-72/T-80/T-90といった、幾多の改良や新技術が導入されているものの、基本的にはソ連時代に開発された旧式の設計に基づいた存在であるこれまでの戦車を更新し、ロシア連邦軍の戦車戦力を根本的に新時代化するものとして開発計画が開始された。
オムスクの戦車開発局で、2009年以降の量産化に向けた開発が進められていた。しかし、2010年4月9日にロシア国防省国防次官であるウラジーミル・ポポフキン上級大将は、オブイェークト195について、主に予算面の問題から開発計画を断念すると発表した。
その後、T-95の成果を生かした新型戦車の開発は継続され、2012年には「アルマータ計画」としてロシアのメディアに報じられた。こちらは、2015年に行われた対ナチス・ドイツ戦勝70周年記念パレードにおいてT-14として公開された。

## 設計
この戦車に関しては情報が錯綜しており、試作車両も公表されていないので明確な情報は得られていない。この戦車の現在の開発状況も全く分かっていない。

### 車体
車体はT-80Uを流用しており、大口径砲の採用から重量は50tに達すると予想されている。乗員は3名で、自動装填装置を採用している。
砲塔は、従来のソ連戦車に見られた半球形の砲塔から脱却し、極めて小型の円錐型砲塔を有している。この砲塔に車長と砲手が座るが、車体前部の操縦士を含めて、個別の装甲カプセルに収められており、被弾時の爆発や炎上から保護されるようになっているという。

### 兵装
簡単な図面と共に公表された情報によると、主砲には135mmの滑腔砲を装備する。

### 防御装備
T-72以来の複合装甲や爆発反応装甲に加え、砲塔頂部に防御システム「アリーナ」を装備している。このシステムは砲塔上に搭載されるレーダーで対戦車ミサイルを確認すると脅威か否かを判断、脅威であれば迎撃用砲弾を発射、その破片で破壊するというシステムである。